# Спаси нас од зла
Спаси нас од зла (енгл. Deliver Us from Evil) амерички је хорор филм из 2014. године, у режији Скота Дериксона, док је продуцент Џери Брукхајмер. Темељи се на на књизи Чувај се ноћи Ралфа Сарчија и Лисе Колијер Кул, а маркетиншка кампања филма је истакла да је „инспирисан истинитим догађајима”. Међутим, заплет је оригинално дело које је написао редитељ Дериксон. Главне улоге глуме Ерик Бана, Едгар Рамирез, Шон Харис, Оливија Ман и Џоел Макхејл. Зарадио је 87,9 милиона долара у односу на буџет од 30 милиона долара.

## Радња
Њујоршки полицајац Ралф Сарчија (Ерик Бана) почиње да се бори са својим личним проблемима и питањима, док истражује узнемирујући, бруталан и необјашњив злочин. Како би се изборио са застрашујућом демонском силом, која запоседа и терорише цео град, удружује се са неконвенционалним свештеником (Едгар Рамирез), школованим и обученим за случајеве истеривања ђавола.

## Улоге
| Глумац             | Улога                  |
| ------------------ | ---------------------- |
| Ерик Бана          | Ралф Сарчи             |
| Едгар Рамирез      | Мендоза                |
| Оливија Ман        | Џен Сарчи              |
| Шон Харис          | Мик Сантино            |
| Џоел Макхејл       | Батлер                 |
| Крис Кој           | Џими Тратнер           |
| Доријан Мисик      | Гордон                 |
| Лулу Вилсон        | Кристина Сарчи         |
| Скот Џонсен        | поручник Григс         |
| Данијел Саули      | Салватор               |
| Антоанета Лавекија | Серафина               |
| Ејдан Геме         | Марио                  |
| Џена Гавиган       | Лусинда                |
| Оливер Водсворт    | Марвин                 |
| Мајк Хјустон       | Надлер                 |
| Оливија Хортон     | Џејн Крена             |
| Рона Фокс          | чуварка зоолошког врта |
| Валентина Рендон   | Клодија                |